# Elassochirus tenuimanus
Elassochirus tenuimanus is een tienpotigensoort uit de familie van de Paguridae. De wetenschappelijke naam van de soort is voor het eerst geldig gepubliceerd in 1851 door Dana.